# Neoplocaederus vayssierei
Neoplocaederus vayssierei es una especie de escarabajo longicornio del género Neoplocaederus, tribu Cerambycini, subfamilia Cerambycinae. Fue descrita científicamente por Lepesme y Breuning en 1956.

## Descripción
Mide 20 milímetros de longitud.

## Distribución
Se distribuye por Guinea.